# Helgheim
Helgheim – wieś w zachodniej Norwegii, w okręgu Sogn og Fjordane, w gminie Jølster. Wieś położona jest u ujścia rzeki Helgheimselva, na północnym brzegu jeziora Jølstravatnet, wzdłuż europejskiej trasy E39. Helgheim leży 4 km na zachód od centrum administracyjnego gminy Skei i około 10 km na wschód od wsi Ålhus. 
W Helgheim znajduje się kościół, który został wybudowany w 1877 roku.

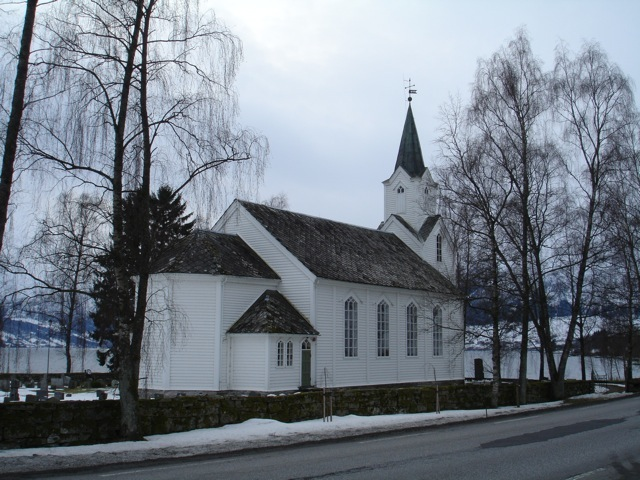
Kościół w Helgheim

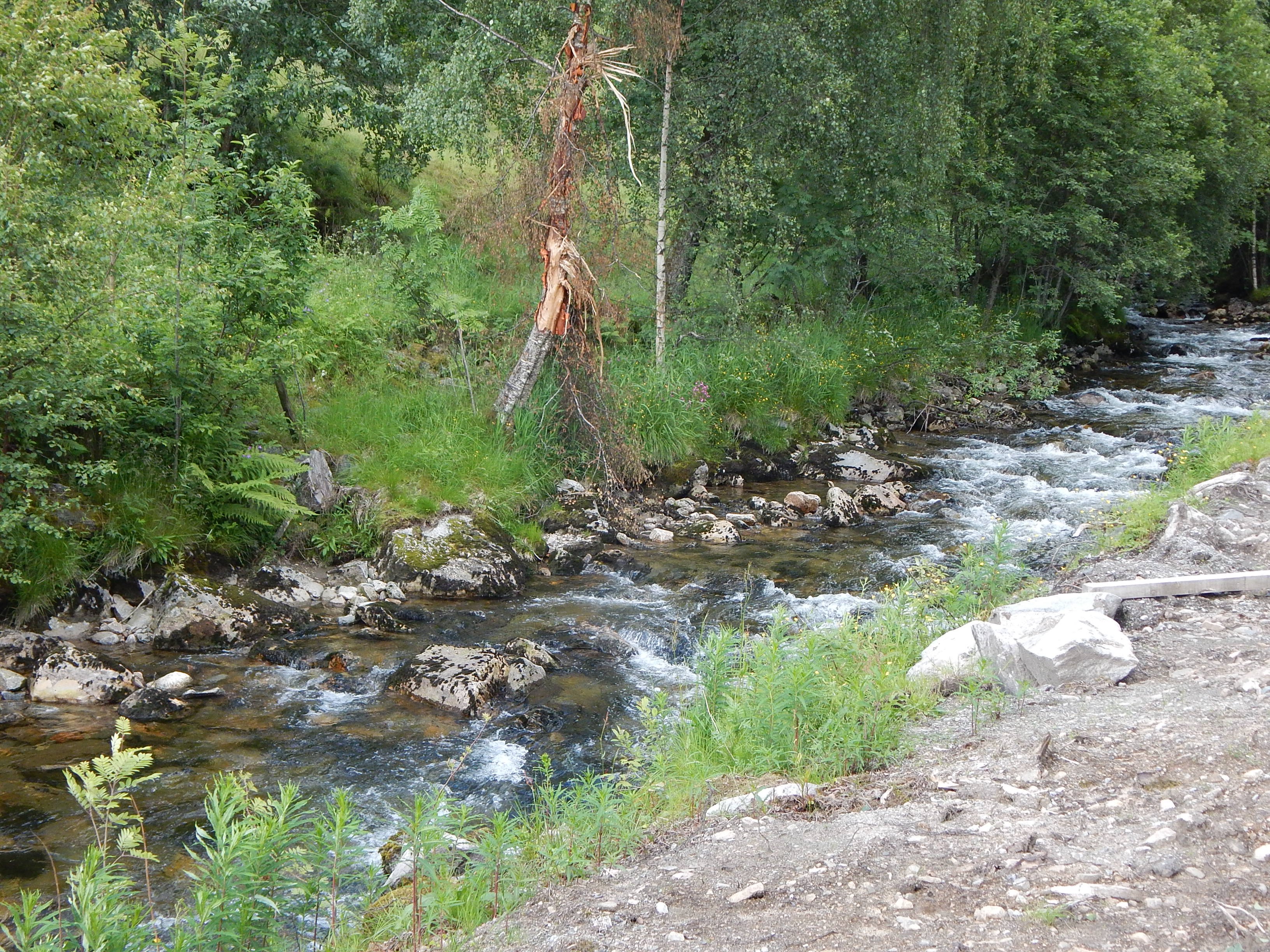
Rzeka Helgheimselva przepływająca przez Helgheim